# Igor Drvenkar
Igor Drvenkar (Koprivnica, 22. svibnja 1991.) hrvatski je pjevač i vokal zagrebačkoga sastava Parni valjak od 2023. godine.
Rodio se u Koprivnici 22. svibnja 1991. Rodom je iz Podravskih Sesveta. U djetinjstvu se bavio streljaštvom (mali i veliki kalibar).
Poslije srednje škole pjevao je u kazalištu u mjuziklima „Uskrsli”, „Jesus Christ Superstar”, „Legenda Ružica-grada” i „Ljepotica i Zvijer”. Također je bio skladatelj, aranžer te producent u kazališnim predstavama.
Još za vrijeme srednje škole bio je član banda „Otkazani let”. Pravi početak njegove pjevačke karijere bio je nastup na Festivalu pjevača u Miholjancu 2008. godine. Dobio je nagradu za najboljeg mladog kantautora na Pjesmama Podravine i Podravlja u Pitomači 2012. godine. Bio je frontman grupe Gea od 2015. do 2022. s kojom je snimio jedan studijski album „Još te mogu iznenaditi” iz 2020. godine. Imao je istaknute nastupe u HTV-ovoj emisiji „A strana”.
Od 2023. godine pjevač je zagrebačkoga sastava Parni valjak, koji je nastavio s glazbenim radom nakon pauze zbog smrti Akija Rahimovskoga.
Bio je nominiran za Zlatni studio 2024. u kategoriji „najbolje novo lice”.